# 日本ソフトウェア科学会
一般社団法人日本ソフトウェア科学会（いっぱんしゃだんほうじんにほんソフトウェアかがくかい、英: Japan Society for Software Science and Technology）は、	東京都文京区に事務局を置くコンピュータ科学者・研究者などを主に会員とする学会。略称はJSSST。1983年10月8日に設立され、2011年5月11日に一般社団法人として登記された。

## 活動内容

### 『コンピュータソフトウェア』
1984年より季刊で学会誌コンピュータソフトウェア（ISSN: 0289-6540、雑誌コード: 13843）を岩波書店から発行し、研究論文・ソフトウェア論文・解説論文・フォーラム・ソフトウェア紹介などが掲載される。J-STAGEにおいて全巻全号のものが認証なし（フリー）でPDF形式で閲覧可能。

### 日本ソフトウェア科学会大会
1984年より毎年9月頃に開催しており、IBM東京基礎研究所、株式会社日立製作所、LINEヤフー株式会社などが過去に協賛している。
主に「ソフトウェア科学全般」や「先進的なアイディアを実現したソフトウェアの成果」を発表するセッションが行われる。他にもデモやポスターなどを通して研究アイデアやそれを実現したソフトウェアの紹介と議論ができる場を設け、併設された講演・チュートリアルなども実施する。

### イベント協賛など
情報処理学会ソフトウェア工学研究会のヒューマンインタフェースシンポジウムや精密工学会の講習会など、他学会でのイベントの協賛を行うほか、プログラミング論研究会・ソフトウェア工学の基礎研究会などの研究会を設置・開催している。
また、過去にソフトウェア科学に関する論文集を刊行している。